# Gaudiès
Gaudiès település Franciaországban, Ariège megyében. Lakosainak száma 235 fő (2022. január 1.). Gaudiès Lapenne, Mazères, Montaut, Trémoulet és Belpech községekkel határos.

## Népesség
A település népességének változása:
| Lakosok száma | 204  | 162  | 174  | 221  | 206  | 229  | 243  | 250  | 245  | 235  |
|               | 1968 | 1982 | 1990 | 2006 | 2013 | 2015 | 2017 | 2019 | 2020 | 2022 |